# Roseli de Deus Lopes
Roseli de Deus Lopes (São Paulo, 30 de abril de 1964), Engenheira Eletrônica, Professora e Cientista, é uma pesquisadora em tecnologias aplicadas à educação. É a primeira Professora Titular concursada em Educação emEengenharia  da Escola Politécnica da Universidade de São Paulo (USP), lotada no Depto. De Engenharia se Sistemas Eletrônicos. Atua como pesquisadora no Laboratório de Sistemas Integráveis da USP, desde 1988 onde  tem contribuído no desenvolvimento de pesquisas na área de concepção e projeto de sistemas eletrônicos complexos e Tecnologias para a Educação e saúde.
Em Abril de 2024 foi eleita diretora do Instituto de Estudos Avançados da Universidade de Sao Paulo.
Em 2003 Roseli criou, e segue coordenando, a feira brasileira de ciências e engenharias voltada para estudantes pré-universitários, FEBRACE (Feira Brasileira de Ciências e Engenharia), referência em movimentos de ciência jovem no Brasil.

## Trajetória Profissional
Roseli é professora livre docente do Departamento de Engenharia de  Sistemas Eletrônicos da Escola Politécnica da USP.
Além disso, é pesquisadora e coordenadora do Núcleo de Aprendizagem Trabalho e Entretenimento (NATE) do Laboratório de Sistemas Integráveis (LSI) da POLI/USP e participa ativamente em organizações técnicas e profissionais nacionais e internacionais como a Sociedade Brasileira de Computação (SBC), The Institute of Electrical and Electronics Engineering (IEEE) e Association for Computing Machinery (ACM). Coordena pesquisas na área de aprendizagem colaborativa apoiada por meios eletrônicos. Coordena projetos de desenvolvimento de jogos colaborativos.
É responsável pela concepção e viabilização da Feira Brasileira de Ciências e Engenharia (FEBRACE), na qual atua como coordenadora geral desde 2003 e faz parte do grupo de trabalho de assessoria pedagógica do projeto Um Computador por Aluno (One Laptop per Child), promovido pela Secretaria de Educação à Distância SEED/MEC.
Entre 2008 e 2010 Roseli foi diretora da Estação Ciência, um museu interativo de ciência e tecnologia mantido pela USP.
Desde abril de 2020, é vice diretora do Instituto de Estudos Avançados da USP.

## Sobre a FEBRACE
Em 2001, Roseli de Deus Lopes foi convidada pela INTEL a participar como avaliadora da Intel ISEF (International Science and Engineering Fair) -  maior feira itinerante pré-universitária do mundo - que acontece anualmente nos Estados Unidos. E foi a partir desta experiência que a ideia de se criar uma feira desse tipo no Brasil surgiu. Em 2003, nascia então a Feira Brasileira de Ciências e Engenharia (FEBRACE).
A Feira Brasileira de Ciências e Engenharia é uma feira pré-universitária voltada para estudantes do ensino fundamental (oitavo e nono ano), ensino médio e técnico de escolas públicas e privadas de todo o Brasil. O evento é promovido pela Escola Politécnica da USP por meio do Laboratório de Sistemas Integráveis (LSI) e acontece anualmente também na POLI/USP.
Hoje a FEBRACE recebe mais de mil inscrições de projetos por ano, o que mostra o quanto os jovens brasileiros têm desenvolvido o interesse pela área científica e por meio deste projeto, Roseli é referência no incentivo à pesquisa científica jovem. Em 2021 a Febrace foi agraciada com o Prêmio Peter Murányi.

## Prêmios e Títulos
2021 - Juntamente com Irene Karaguilla Ficheman e Elena Saggio, foi contemplada com o Prêmio Peter Murányi, categoria Educação pela organização da Febrace
2019 - Juntamente com pesquisadores do CITI-USP, foi agraciada com o Prêmio Mercosul de Ciência e Tecnologia edição 2018, pelo programa Caninos Loucos.
2009 - Em 2009, Roseli foi a única mulher contemplada com o prêmio "Personalidade da Tecnologia" promovido pelo Sindicato dos Engenheiros do Estado de São Paulo (SEESP) por sua atuação e contribuição na área de educação. Desde 2005 nenhuma mulher recebia o prêmio.
2009 - Menção Honrosa na Categoria de Poster - ORITEL 2009, 9º Congresso Internacional de Reabilitação Infantil da ORITEL.
2008 — Outstanding Paper Award, IADIS International Conference - Mobile Learning 2008.
2008 — Best Paper Award - Menção Honrosa, 5th International Conference on Information Systems and technology Management - CONTECSI 2008.
2007 — Melhor Artigo Completo Publicado - SBIE 2007, Simpósio Brasileiro de Informática na Educação.
2007 — The Best Paper Award, IX Symposium on Virtual and Augmented Reality SVR2007.
2005 — Diploma de Amigo da Marinha, Marinha do Brasil.
2003 — Voto de louvor pela Organização da FEBRACE 2003, Comissão de Cultura e Extensão Universitária da Escola Politécnica da USP.
1993 — Menção de Distinção e Louvor na Defesa de Mestrado em Engenharia Elétrica, Escola Politécnica da USP.